# Trentepohlia (Trentepohlia) bifasciata
Trentepohlia (Trentepohlia) bifasciata is een tweevleugelige uit de familie steltmuggen (Limoniidae). De soort komt voor in het Oriëntaals gebied.